# Nikkō Tōshō-gū
Nikkō Tōshō-gū (日光東照宮, Nikkō Tōshō-gū) és un santuari xintoista que es troba a Nikkō, a Tochigi, (Japó). Forma part del conjunt dels «santuaris i temples de Nikkō», Patrimoni de la Humanitat reconegut per la UNESCO el 1999.

## Història
El Tōshō-gū va ser construït des de l'any 1634 fins al 1636, en els primers temps del període Edo, per a Tokugawa Ieyasu després de la seva mort. El seu net Iemitsu va decidir edificar un mausoleu perquè descansés l'esperit del seu avi. Durant dos anys, més de quinze mil artesans i fusters de tot el país van treballar en la construcció del mausoleu que contindria les cendres del shōgun Tokugawa Ieyasu. El mausoleu és considerat el clímax de l'estil arquitectònic Gongen-zukuri, característic dels santuaris japonesos.
El lloc va ser designat com a santuari durant l'era Meiji, però encara conserva elements budistes, com la pagoda, el dipòsit de sutres i la porta Niomon. Una avinguda vorejada per 13.000 cedres (Sugi-Namiki Kaido) porta a l'entrada del recinte, al que s'accedeix per un torii de granit.

## El santuari

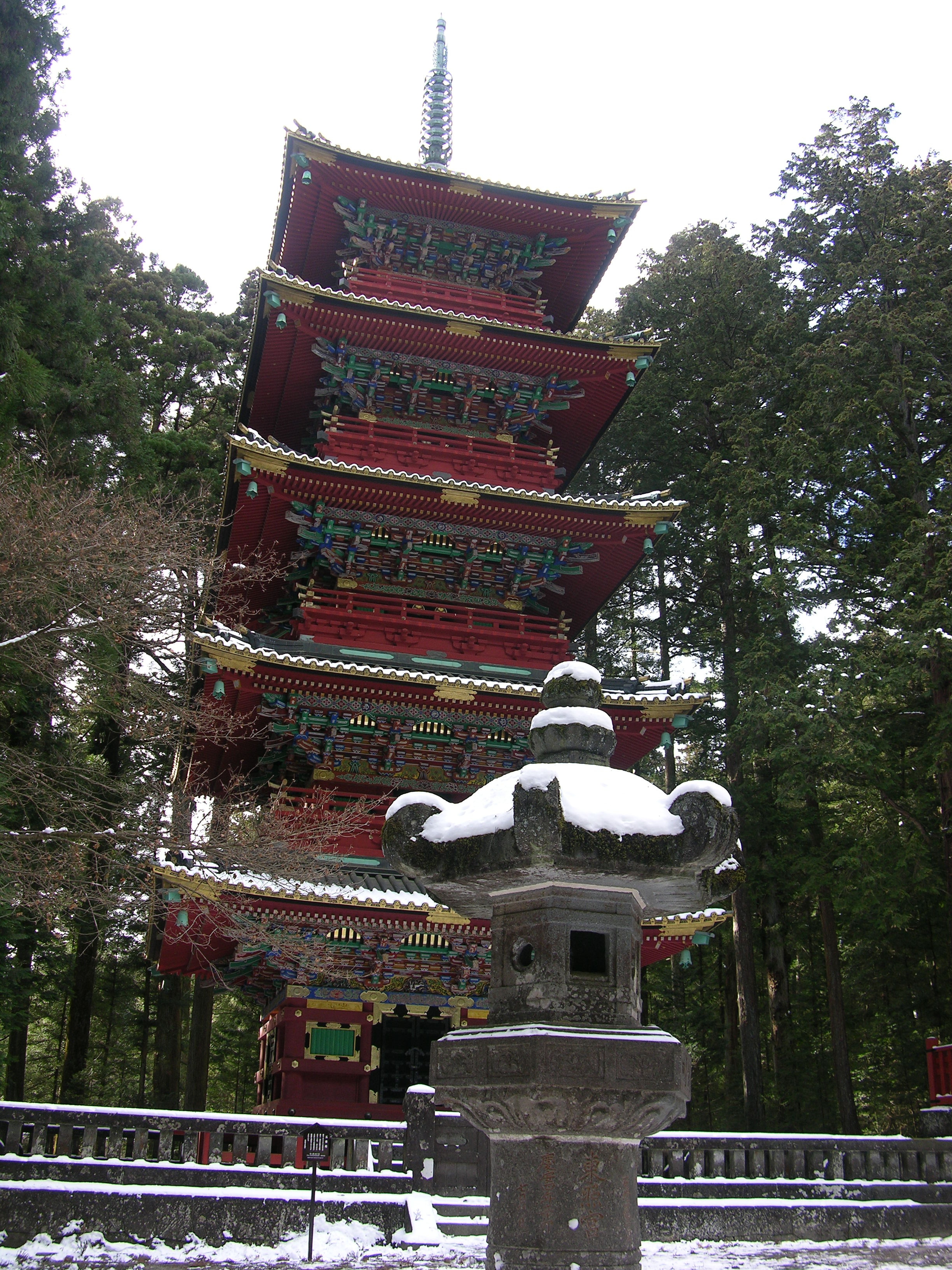
La pagoda Gojunoto, construïda el 1650 i reconstruïda el 1818 després d'un incendi

En el primer pati es troba la pagoda Gojunoto, de cinc nivells; donada per un daimyō el 1650, i reconstruïda el 1818 després d'un incendi que la va destruir tres anys abans. La columna central de la pagoda, shinbashira, no surt dels fonaments, sinó que penja de cadenes del quart nivell i acaba deu centímetres per sobre del sòl. Aquesta estratègia constructiva va desplaçar el centre de gravetat de l'edifici, incrementant la seva resistència a vents i tremolors. Cada planta representa un element, terra, aigua, foc, vent i aire (o buit), en ordre ascendent. Dins la pagoda, hi penja de cadenes un pilar central.
Més endavant, està la porta Niomon, flanquejada per dues estàtues de figures Niō. La primera, té la boca oberta per pronunciar a, la primera lletra del sànscrit; i la segona figura té la boca tancada, acabant de pronunciar un, l'última lletra. Després de la porta Niomon està el segon pati, amb l'estable sagrat. Al front de l'estable es troba el famós gravat en fusta dels tres micos savis. Diverses hores cada dia, l'estable s'utilitza per a guardar al cavall que el govern de Nova Zelanda va regalar a Nikkō. En aquesta àrea també es troba una biblioteca de sutres. El pati està envoltat pels magatzems, i hi ha la font sagrada construïda el 1618, utilitzada per a rituals de purificació.
A partir d'aquest pati es pugen dues escalinates cap a la porta Yomeimon, que condueix al pati final i als santuaris dedicats al shōgun. Yomeimon és probablement l'edificació que té la decoració més elegant de tot el complex; una de les seves columnes de fusta està posada del revés, per fer-la imperfecta a propòsit. Abans d'arribar a la porta Yomeimon, es passa entre les torres del tambor i de la campana, les quals alberguen els instruments que simbolitzen el naixement i a la mort. L'accés als santuaris del shōgun és fa a través de la porta Karamon, la més petita del mausoleu. En els santuaris, hi ha un gravat atribuït a l'artista Hidari Jingorō, l'anomenat Gat Dormint.

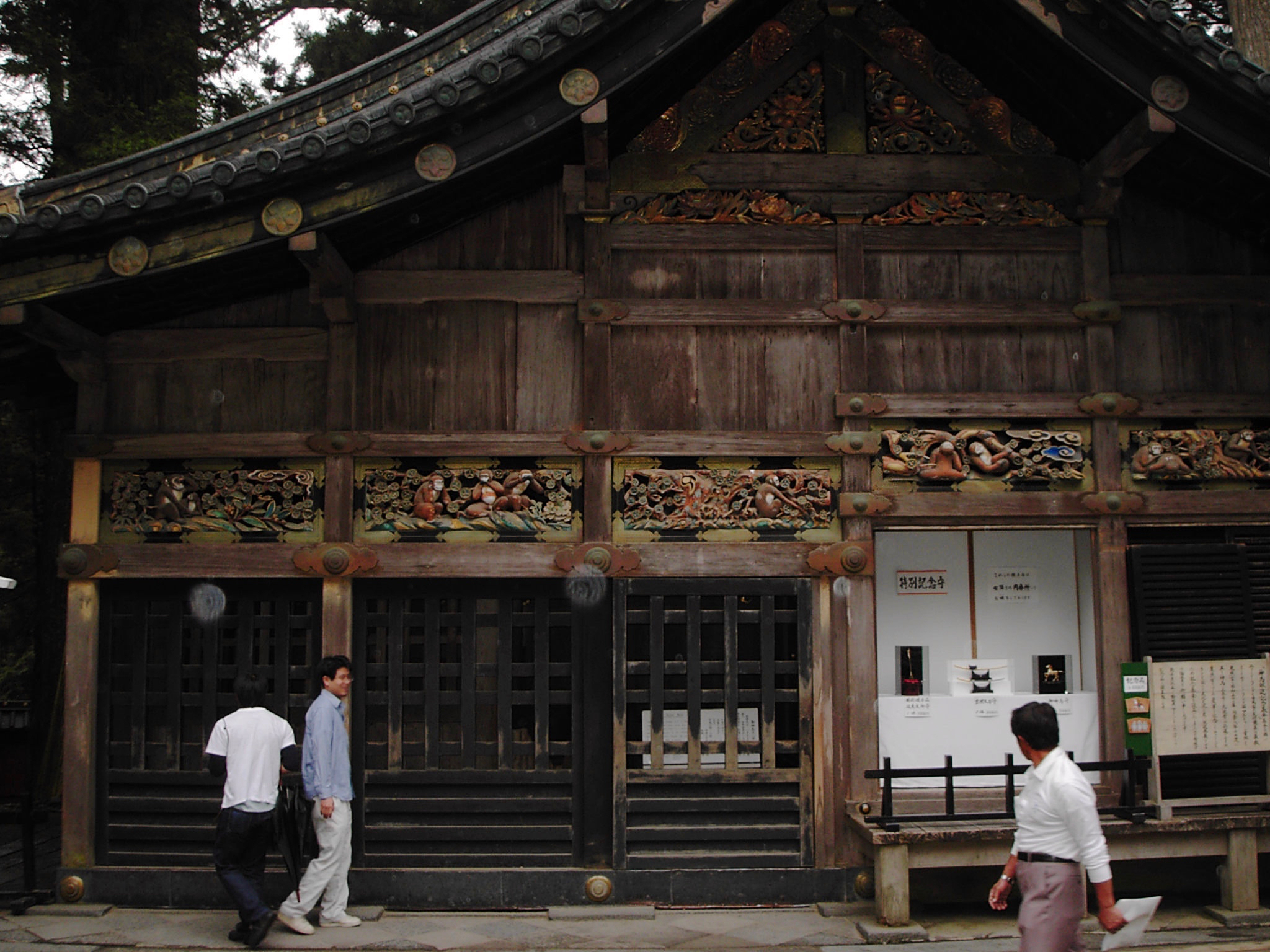
La col·lecció de talles incloent els tres micos savis

La tomba de Tokugawa Ieyasu no es troba dins dels santuaris, sinó en una torre a continuació, anomenada Hōtō.

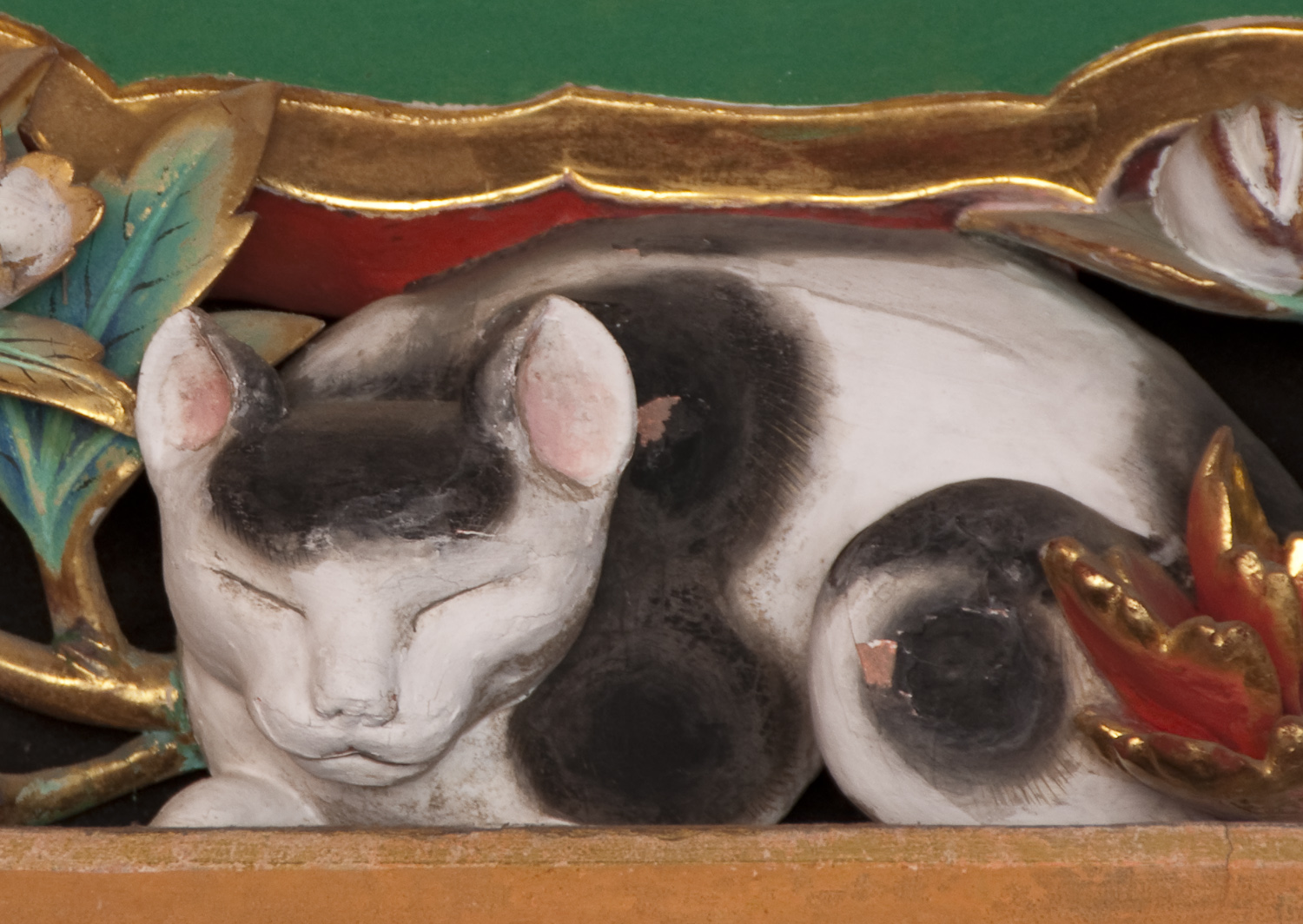
Gat Dormint, a l'entrada del temple principal. És un símbol de pau

L'estil poc comú de la seva arquitectura és una mescla dels temples budista, xinto i tombes d'origen hindú anomenades stupa. Destaquen els seus edificis coloristes i adorns sobrecarregats que es distancien dels estils dels temples d'aquella època. Està presidit per una monumental porta o torii. El temple és una estructura rígidament simètrica amb relleus acolorits que cobreixen tota la superfície visible. Els interiors estan adornats amb escultures de viu colorit i magistrals panells pintats (Fusuma).

## Celebracions
L'anomenat Gran Festival Toshogu és una processó espectacular pels carrers de Nikko que té lloc el 14 de maig, on circulen 1000 homes amb armadures i emblemes de samurai, escortant els tres santuaris portàtils que van defensar en els seus temps.

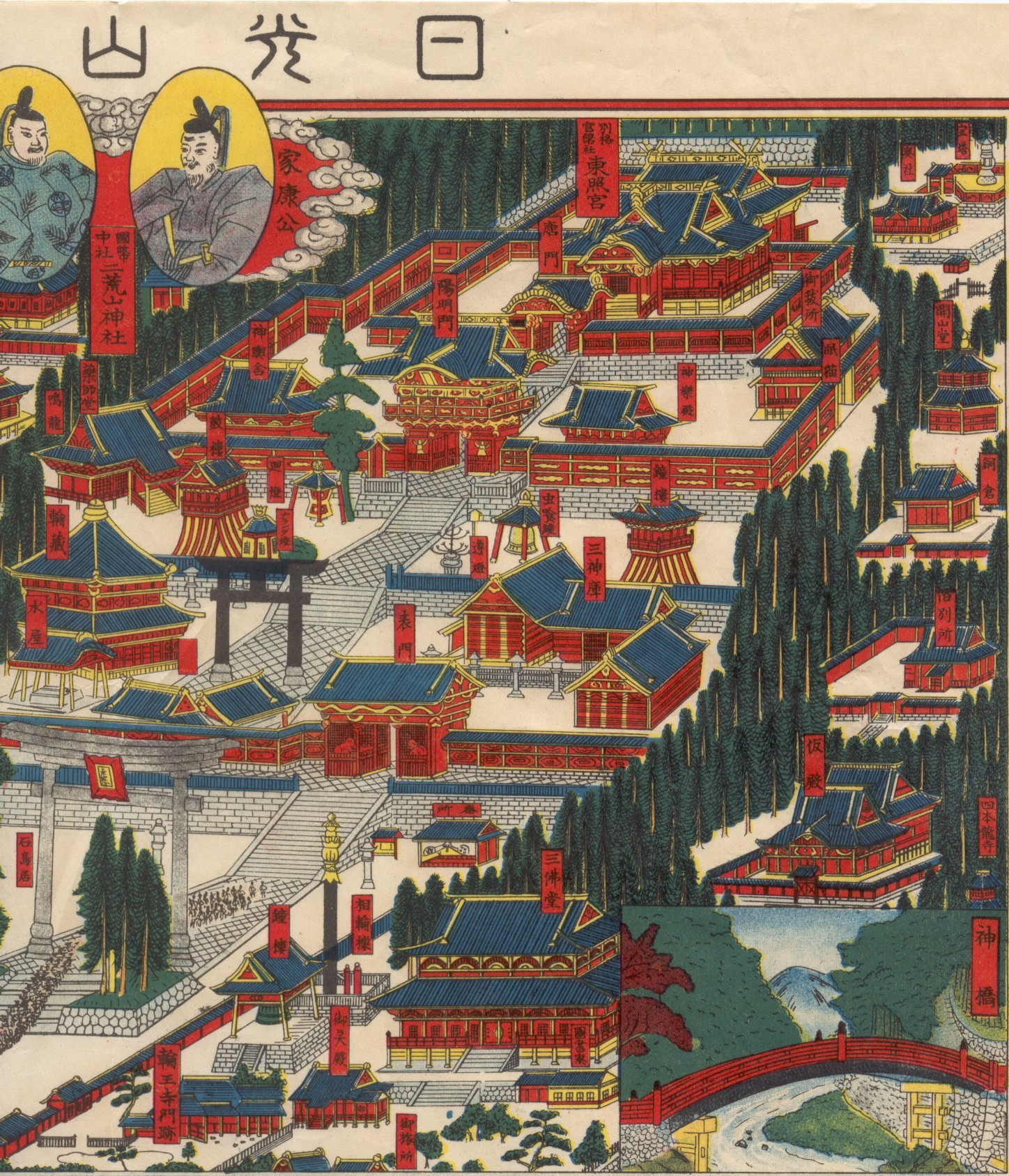
Mapa de Nikkō Tōshō-gū (abans de 1912)
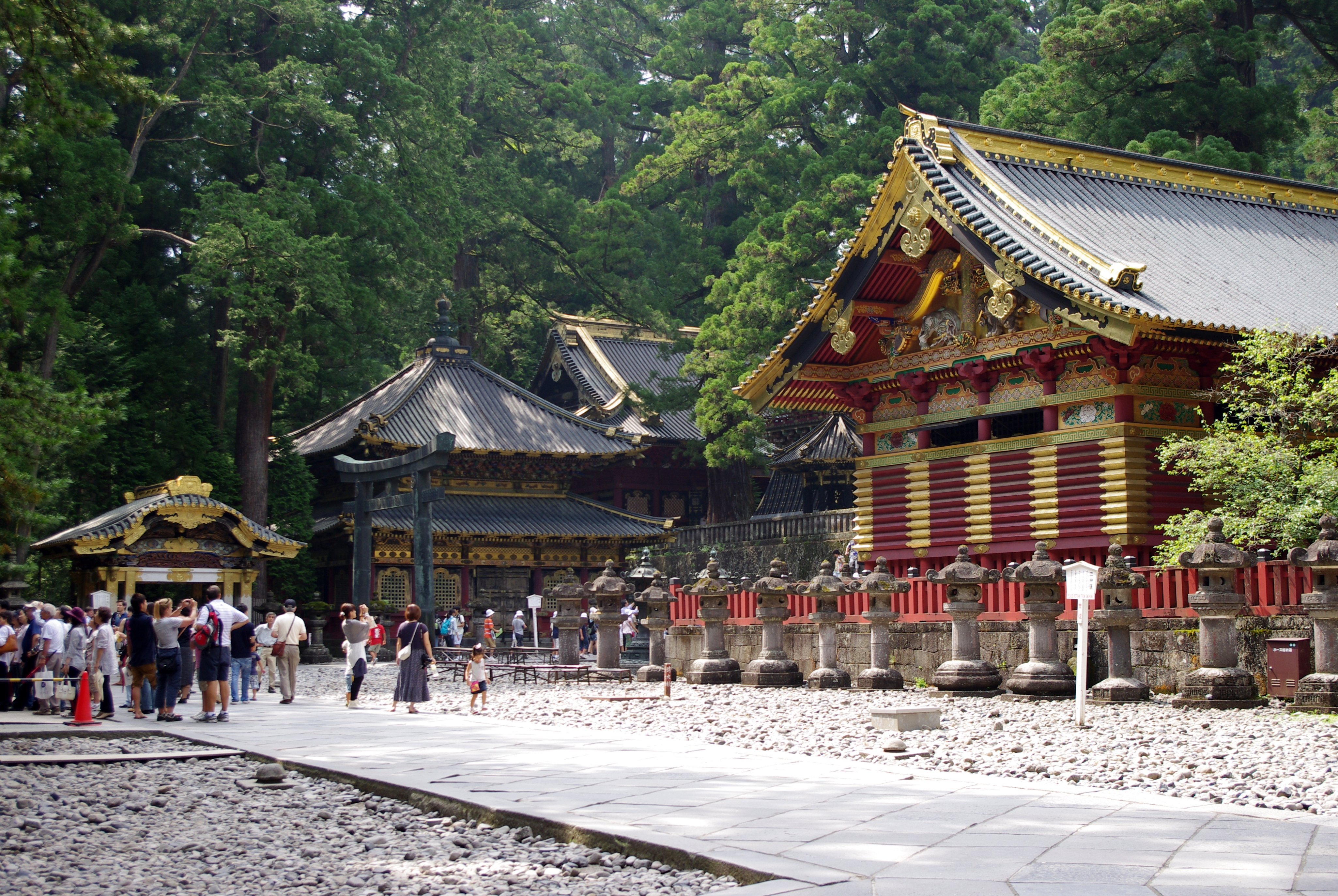
Vista de part del santuari
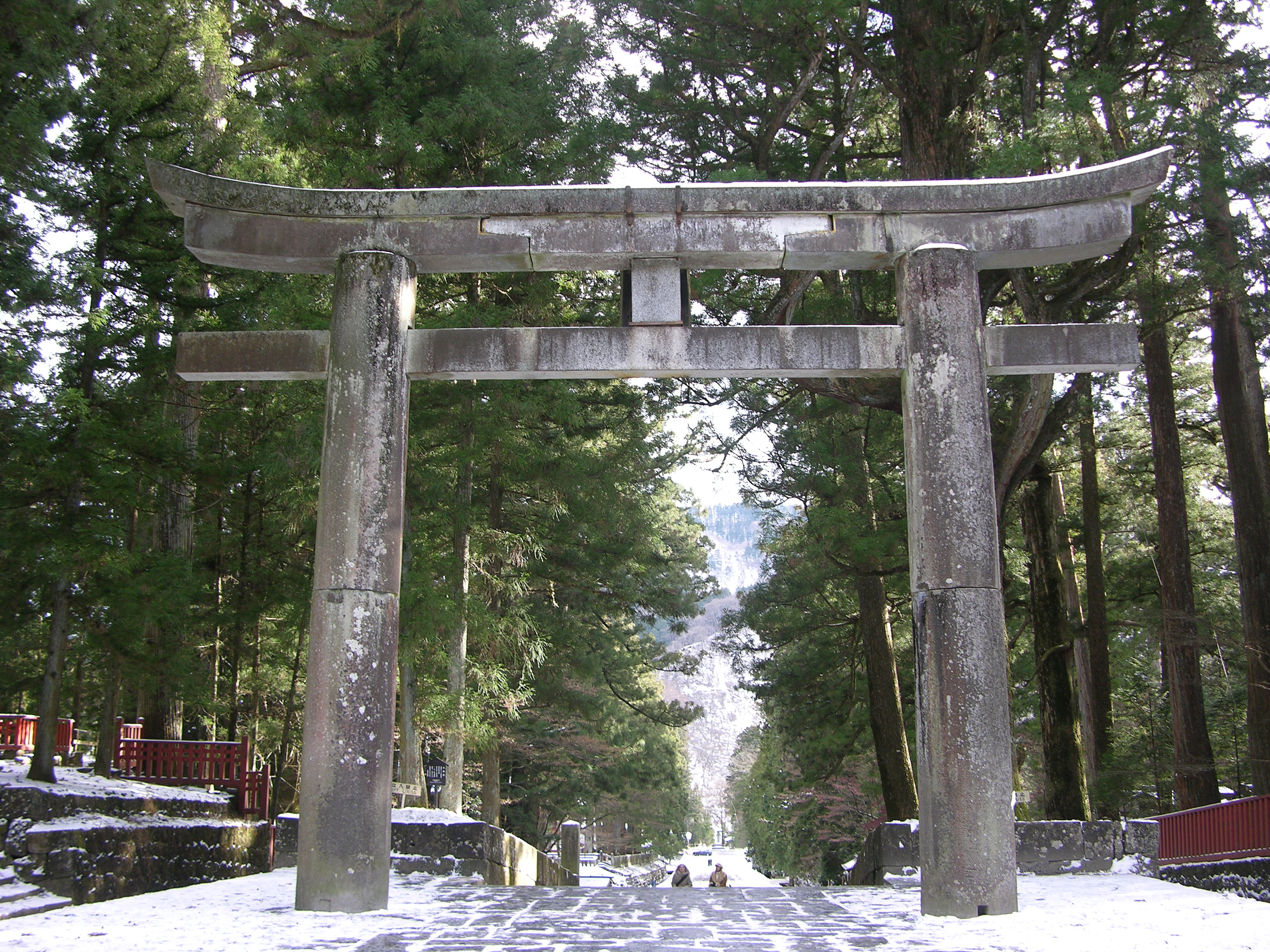
Ishidorii
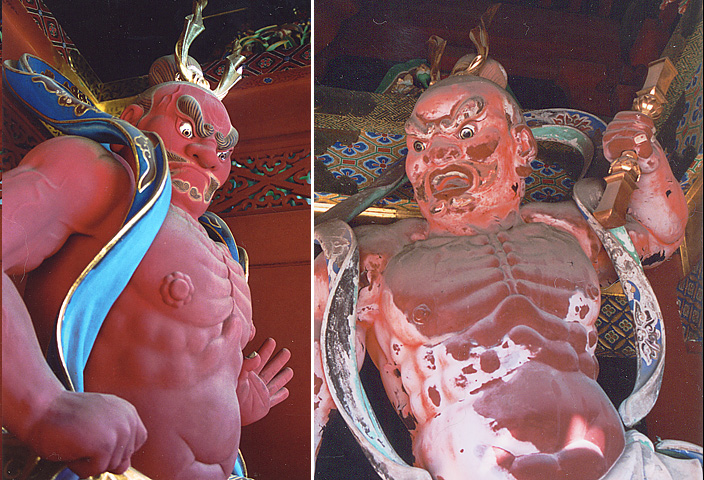
Fotomuntatge de les figures Niō, a la porta Niomon
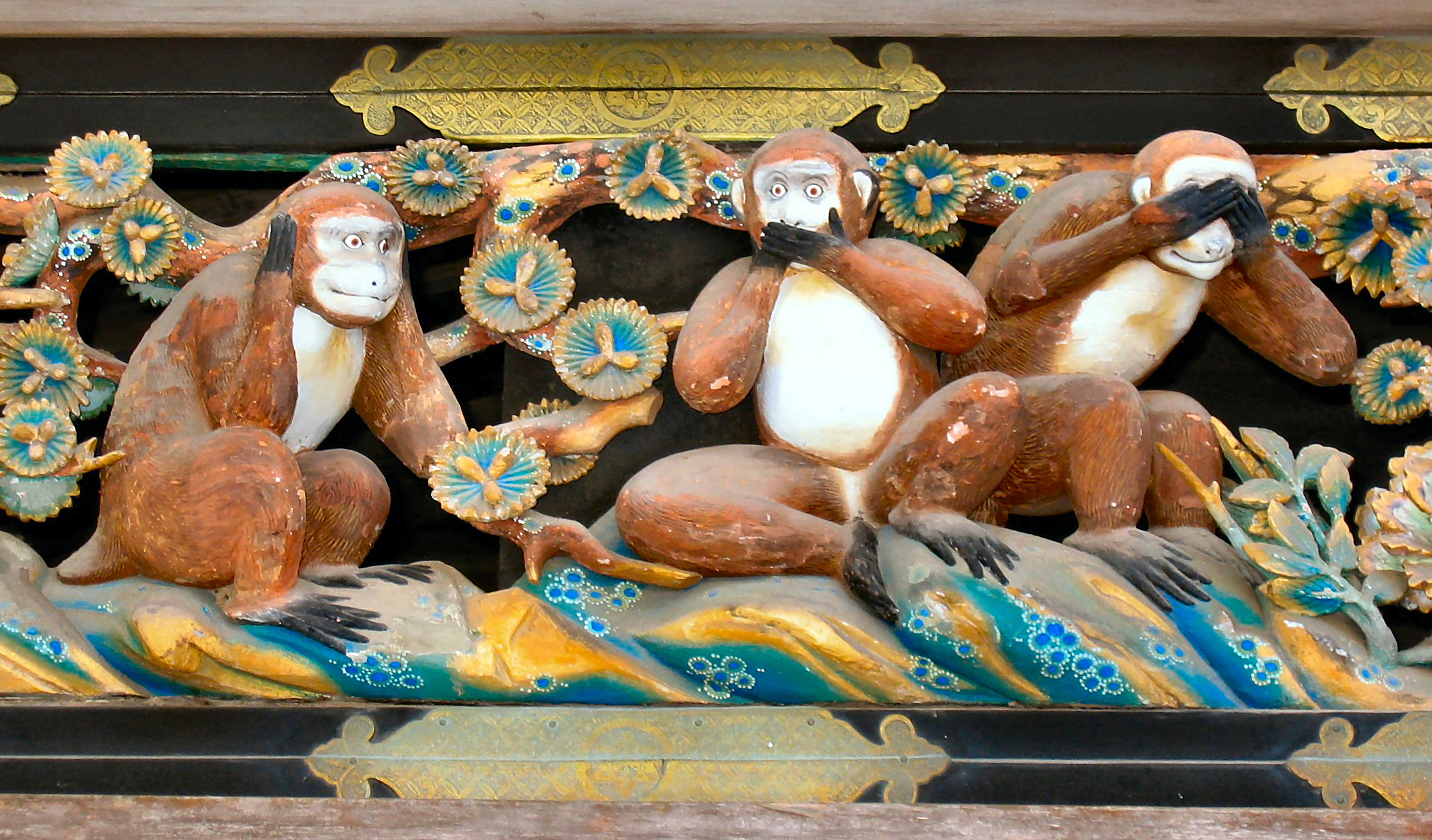
Els Tres micos savis
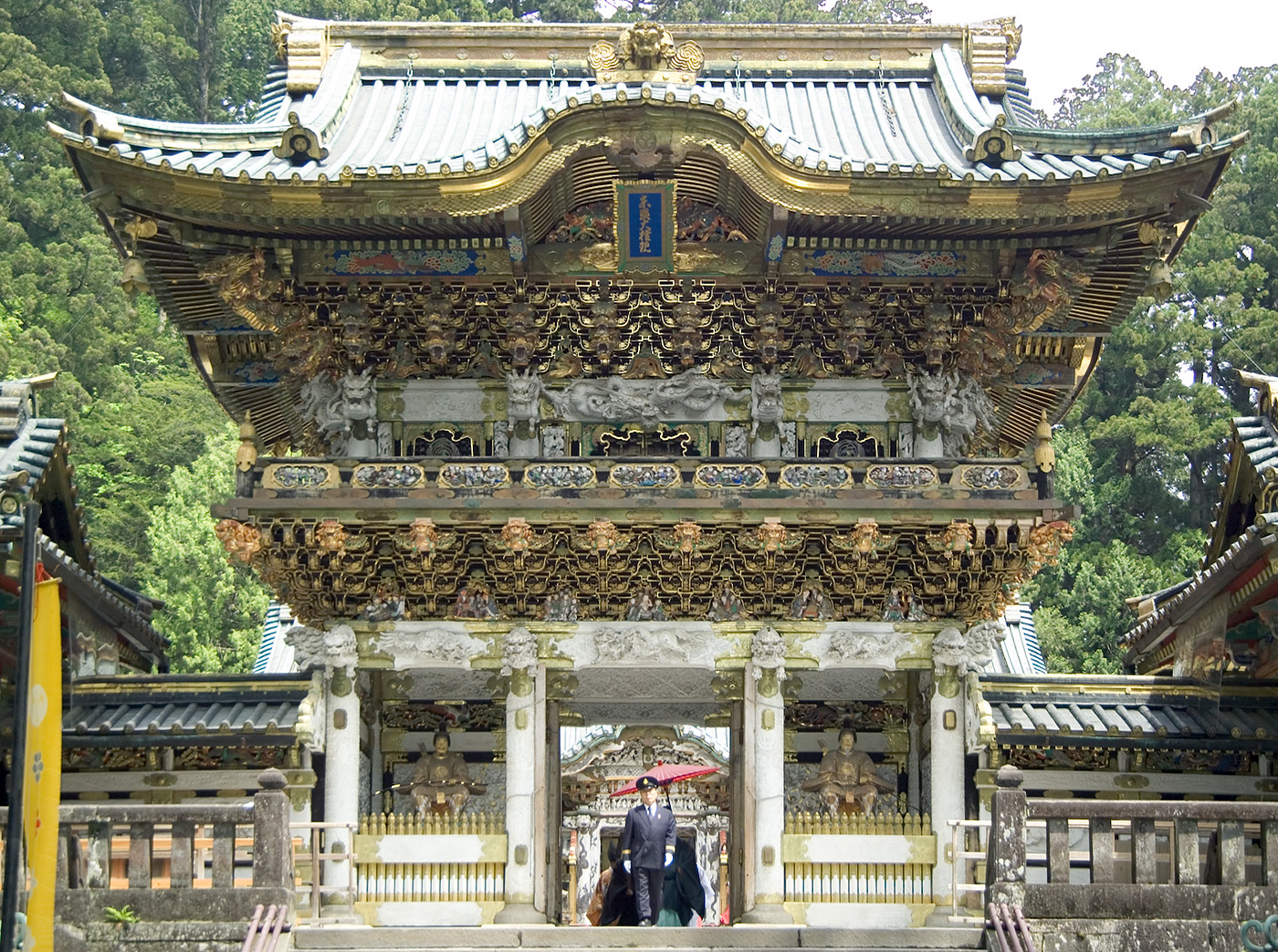
Porta Yomeimon
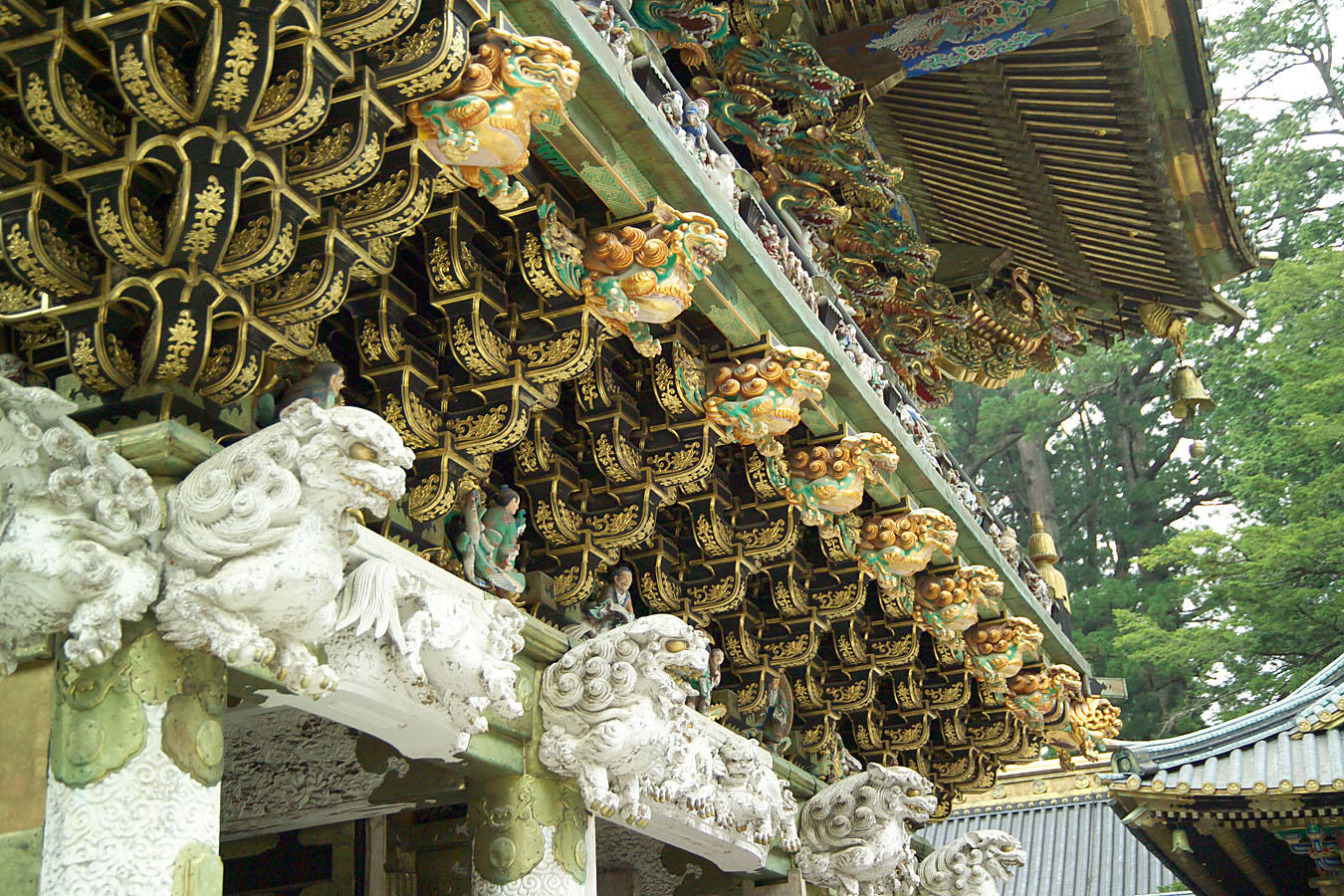
Detalls ornamentals a la porta Yomeimon
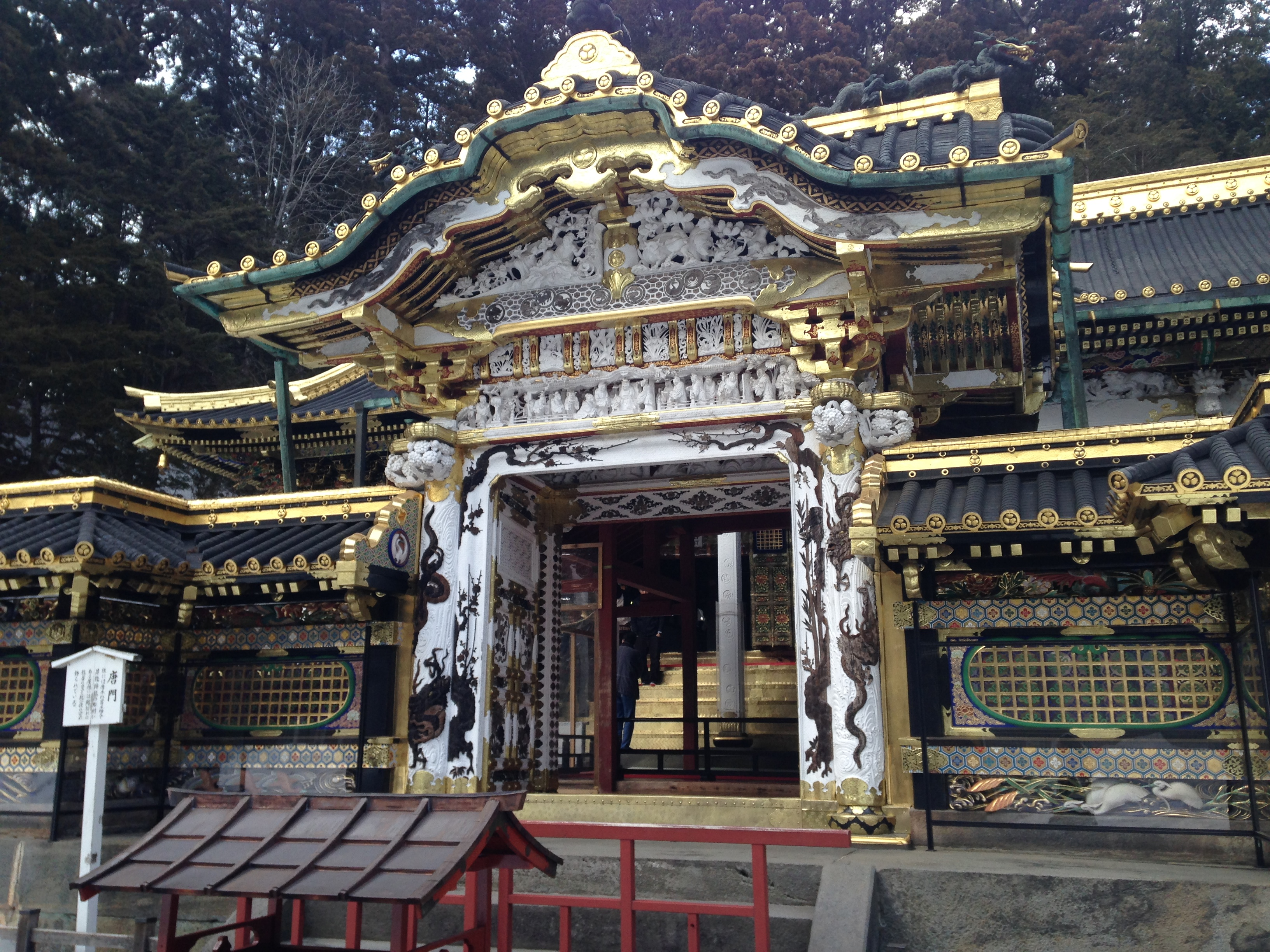
El Karamon
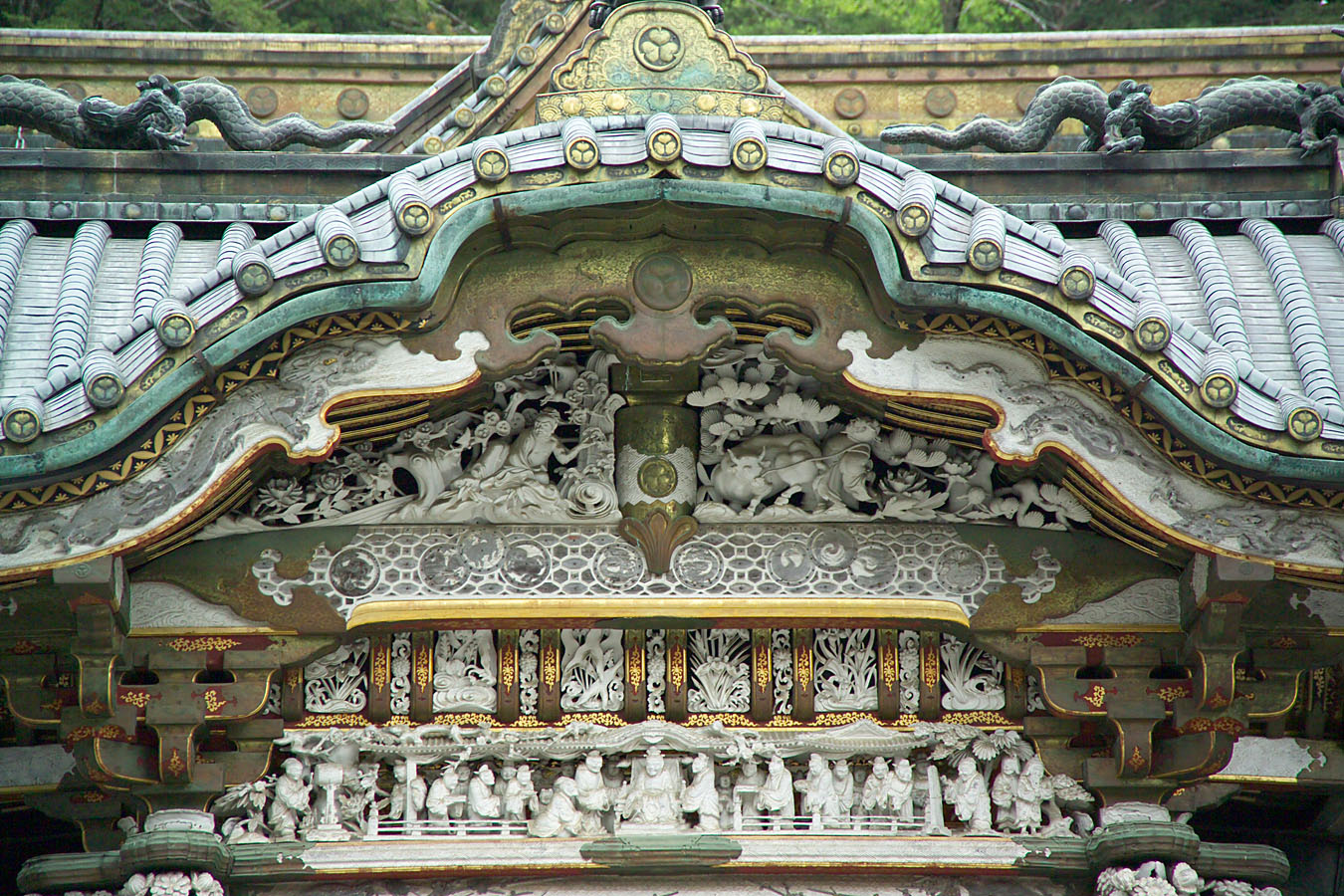
Detall del Karamon
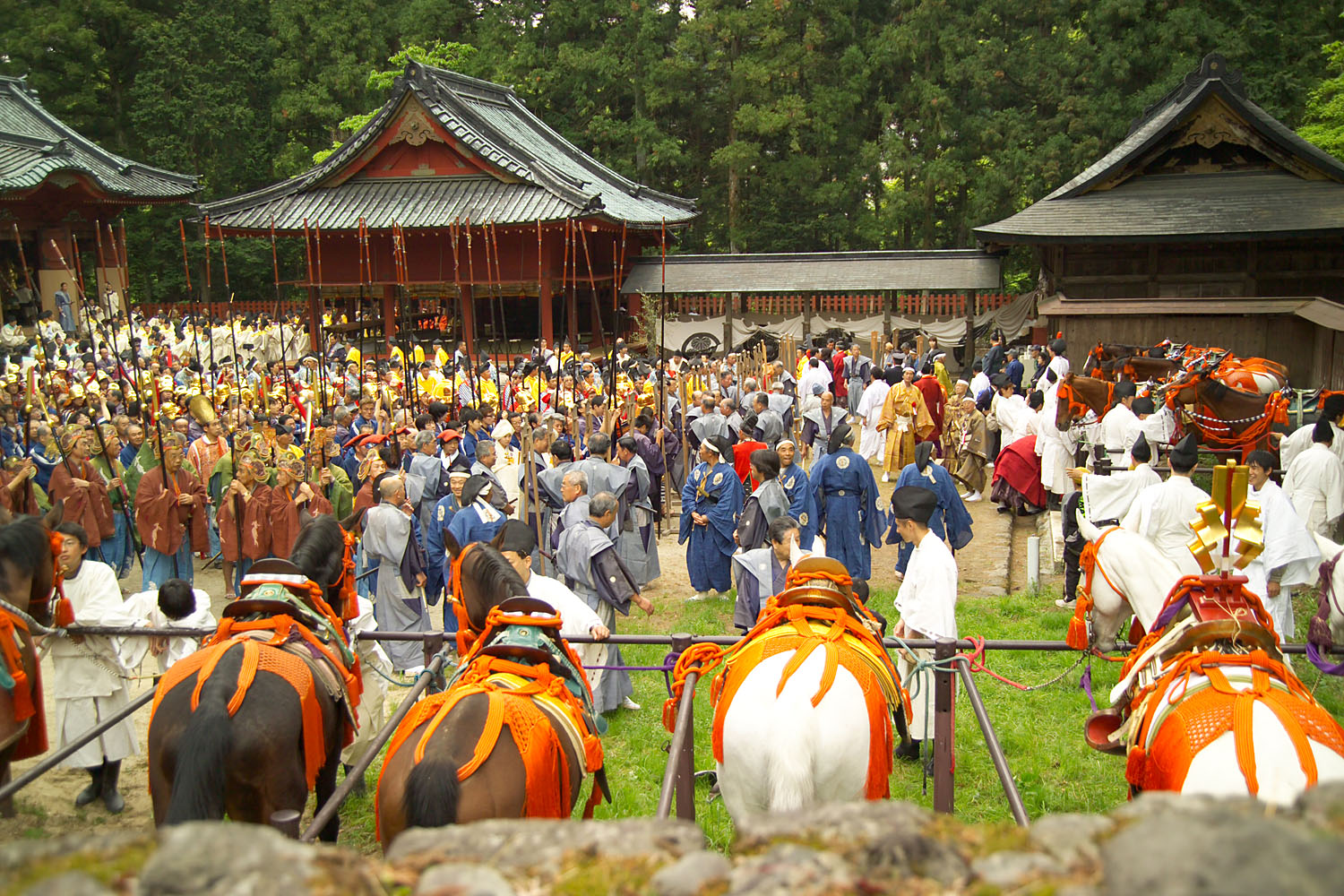
Imatge durant un festival